# Ifedayo Olusegun
Ifedayo Olusegun Patrick Omosuyi (* 14. Januar 1991) ist ein nigerianischer Fußballspieler.

## Karriere
Ifedayo Olusegun Patrick Omosuyi stand bis 2011 beim Rising Stars FC im nigerianischen Ondo unter Vertrag. 2012 wechselte er nach Bahrain. Hier spielte er bis Mitte 2014 für den Malkiya Club. Der Verein aus al-Mālikīya spielte in der ersten Liga, der Bahraini Premier League. 2014 unterschrieb er einen Vertrag beim Ligakonkurrenten Hidd SCC in al-Hidd. 2016 feierte er mit dem Verein die bahrainische Meisterschaft und den Gewinn des Bahraini King’s Cup. Außerdem gewann der mit dem Verein 2015 und 2016 den Bahraini Super Cup. Mitte 2017 ging er für ein halbes Jahr nach Malaysia. Hier stand er bis Ende des Jahres bei FELDA United unter Vertrag. Der Klub aus Jengka spielte in der ersten Liga, der Malaysia Super League. Anfang 2018 kehrte er nach al-Hidd zurück. Am 1. Juni 2018 ging er wieder nach Malaysia. Hier schloss er sich dem Erstligisten Melaka United aus Malakka an. Al-Riffa SC, ein bahrainischer Erstligist aus Riffa, verpflichtete ihn Anfang 2019 für ein halbes Jahr. Mit Riffa wurde er Meister und Pokalsieger. Mitte 2019 zog es ihn wieder nach Malaysia, wo er sich dem Erstligisten Selangor FC aus Shah Alam anschloss. 2020 wurde er mit 12 Toren Torschützenkönig der Liga. In der darauffolgenden Saison wurde er mit 25 Toren ein weiteres Mal Torschützenkönig. Im Januar 2022 wechselte er zu seinem ehemaligen Verein Melaka United. Dort konnte er nur knapp dem Abstieg entgehen und erzielte dabei in 15 Partien sieben Treffer. Zu Beginn der neuen Saison erhielt Melaka keine Lizenz für die Liga. Von Januar 2023 bis Ende Juni 2023 war er vertrags- und vereinslos. Am 28. Juni 2023 nahm ihn der Erstligist Kedah Darul Aman FC unter Vertrag.

## Erfolge
al-Hidd SCC
- Bahraini Premier League: 2015/16
- Bahraini King’s Cup: 2015
- Bahraini Super Cup: 2015, 2016

Al-Riffa SC
- Bahraini Premier League: 2018/19
- Bahraini King’s Cup: 2018/19

## Auszeichnungen
Malaysia Super League
- Torschützenkönig

2020 (12 Tore/Selangor FC)
2021 (25 Tore/Selangor FC)